# Andreia Jacinto
Andreia de Jesus Jacinto (nascida em 8 de junho de 2002) é uma futebolista profissional portuguesa que joga como meia no Real Sociedad e na seleção de Portugal.

## Carreira no clube
Jacinto ingressou no Sporting CP pela primeira vez em 2016 e assinou o primeiro contrato profissional com o clube a 25 de setembro de 2019, aos 17 anos.

## Carreira internacional
Jacinto estreou-se pela seleção de Portugal a 7 de março de 2020, frente à Bélgica, na Algarve Cup 2020. Em 30 de maio de 2023, ela foi incluída na seleção de 23 jogadores para a Copa do Mundo Feminina da FIFA 2023.